# Tarte Tatin

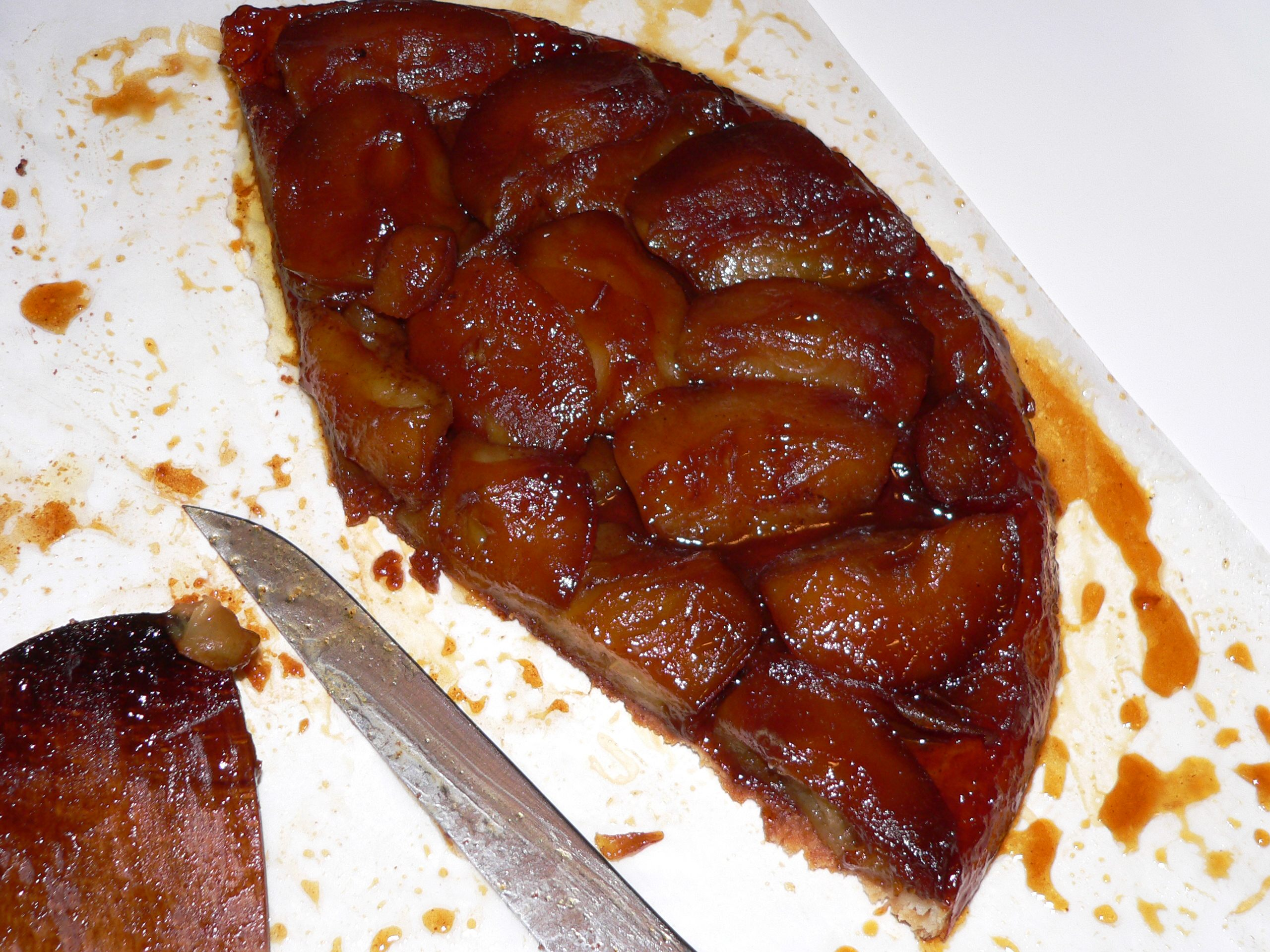
Tarte Tatin, com frutas e açúcar caramelizado.

A Tarte Tatin (lê-se "tatan") é uma torta de frutas clássica da culinária francesa, conhecida por sua combinação de maçãs caramelizadas e uma crosta de massa folhada. Originária do Vale do Loire, na França, essa receita tornou-se um ícone gastronômico e é apreciada em todo o mundo, inventada pelas irmãs Stéphanie e Caroline Tatin. 
Consiste em uma tarte normal de fruta, com a especial particularidade de ser confeccionada ao contrário, ou seja: na forma colocam-se as frutas e por cima, derrama-se até cobrir, a massa. Ao desenformar a tarte após cozedura no forno, esta fica com as frutas no topo.